# Jordi d'Aniana
Jordi fou abat d'Aniana del 814 al 822.
Quan Benet d'Aniana fou cridat a la cort imperial d'Aquisgrà el 814 pel nou emperador Lluís el Pietós, Benet hi va anar (abril del 814) i ja no va retornar a Aniana. Mentre era a Aquisgrà Benet va deixar el govern a algun dels seus deixebles, Smaragda o Ardó, però de moment no va renunciar al títol d'abat doncs l'utilitzà el 22 de febrer del 815 quan va aconseguir la confirmació de tots els canvis de terres que havia fet l'abadia; després devia renunciar al càrrec que ja no utilitzava el 21 de maig del 815 quan l'emperador va acordar a Senegild la possessió del monestir de Caseneuve. Benet va designar com abat a Jordi que va exercir fins després de morir Benet; era abat a finals del 821 i hauria mort al final de l'any o començaments del 822.
Els arquebisbes Nebridi de Narbona i Agobard de Lió van presidir l'assemblea que va escollir al successor que fou Tructesind, un monjo de l'establiment.